# Patera d'Eliot
Eliot Patera
Pour les articles homonymes, voir Eliot.
La patera d'Eliot (désignation internationale : Eliot Patera) est une patera située sur Vénus dans le quadrangle de Tellus Tessera. Elle a été nommée en référence à George Eliot (Mary Ann Evans), romancière britannique  (1819–1880).